# North American Hockey League

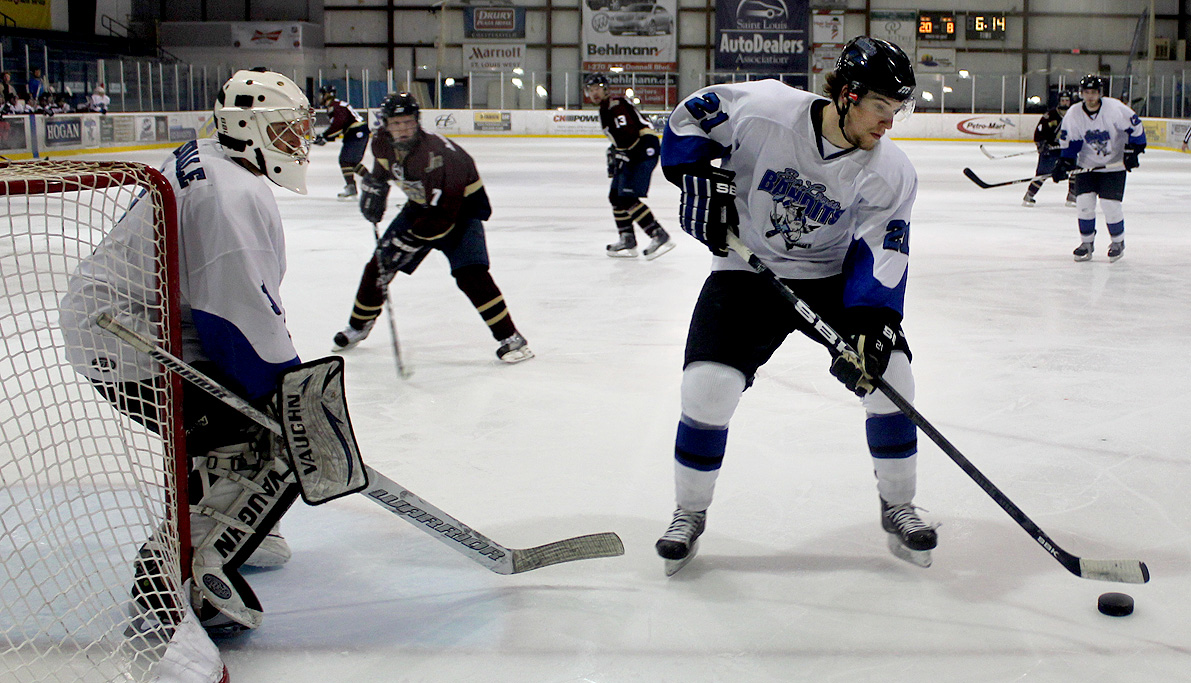
St. Louis Bandits i vita matchställ.

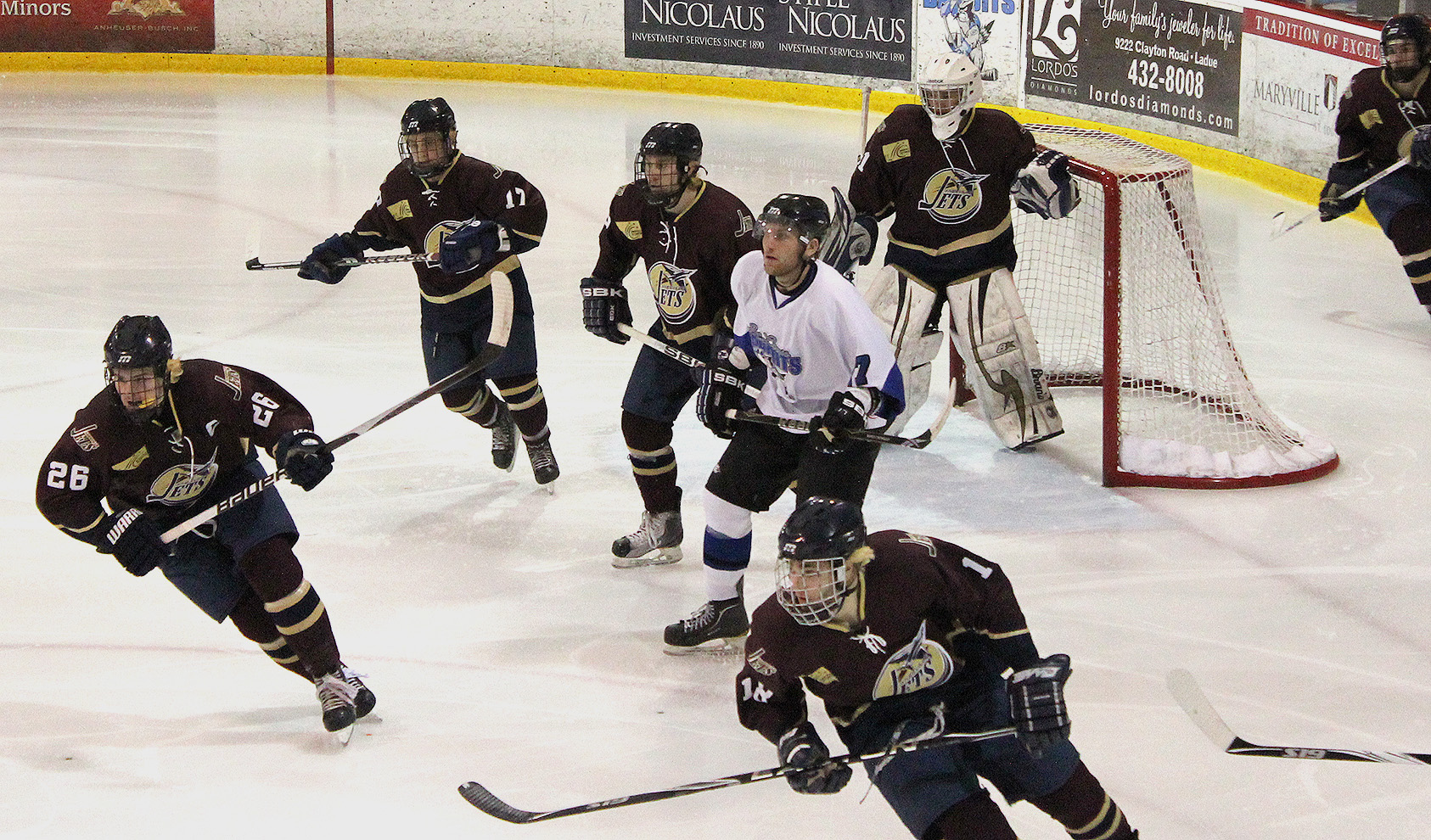
St. Louis Bandits (vita matchställ) mot Janesville Jets (mörka matchställ).

North American Hockey League (NAHL) är en amerikansk juniorishockeyliga som är den näst högsta i den amerikanska juniorishockeysystemet, det är bara United States Hockey League (USHL) som ligger högre. Ligan är exklusivt för ishockeyspelare som är mellan 16 och 20 år gamla. Samtliga som spelar i ligan är amatörer, för att kunna vara berättigade till att deltaga i collegeserierna inom National Collegiate Athletic Association (NCAA).
NAHL är sanktionerad av det amerikanska ishockeyförbundet USA Hockey och har sitt huvudkontor i Dallas, Texas.
Sedan 2010 äger de även North American 3 Hockey League (NA3HL), när de förvärvade ishockeyligan hette den Central States Hockey League (CSHL).

## Historik
Ligan grundades 1975 som Great Lakes Junior Hockey League av den Michigan-baserade affärsmannen Chuck Robertson och var en ishockeyliga exklusivt för ishockeylag som var baserade i mellanvästra USA. 1984 valde man bredda ligan och bytte namn till det nuvarande.

## Lagen

### Nuvarande
De lag som spelar i serien för säsongen 2025–2026.
| Division | Lag                          | Stad/Stat                       | Arena                                | Anslöt |
| -------- | ---------------------------- | ------------------------------- | ------------------------------------ | ------ |
| Central  | Aberdeen Wings               | Westport, South Dakota          | Odde Ice Center                      | 2010   |
| Central  | Austin Bruins                | Austin, Minnesota               | Riverside Arena                      | 2010   |
| Central  | Bismarck Bobcats             | Bismarck, North Dakota          | V.F.W. Sports Center                 | 2003   |
| Central  | Minnesota Mallards           | Forest Lake, Minnesota          | Forest Lake Sports Center            | 2024   |
| Central  | Minot Minotauros             | Minot, North Dakota             | Maysa Arena                          | 2011   |
| Central  | North Iowa Bulls             | Mason City, Iowa                | Mason City Arena                     | 2021   |
| Central  | St. Cloud Norsemen           | St. Cloud, Minnesota            | St. Cloud Municipal Athletic Complex | 2019   |
| Central  | Watertown Shamrocks          | Watertown, South Dakota         | Prairie Lakes Ice Arena              | 2024   |
| East     | Danbury Jr. Hat Tricks       | Danbury, Connecticut            | Danbury Ice Arena                    | 2020   |
| East     | Elmira Aviators              | Elmira, New York                | First Arena                          | 2024   |
| East     | Johnstown Tomahawks          | Johnstown, Pennsylvania         | Cambria County War Memorial Arena    | 2012   |
| East     | Maine Nordiques              | Lewiston, Maine                 | Androscoggin Bank Colisée            | 2019   |
| East     | Maryland Black Bears         | Odenton, Maryland               | Piney Orchard Ice Arena              | 2018   |
| East     | New Hampshire Mountain Kings | Hooksett, New Hampshire         | Tri-Town Ice Arena                   | 2023   |
| East     | New Jersey Titans            | Middletown, New Jersey          | Middletown Ice World Arena           | 2015   |
| East     | Northeast Generals           | Attleboro, Massachusetts        | New England Sports Village           | 2016   |
| East     | Philadelphia Rebels          | Washington Township, New Jersey | Hollydell Ice Arena                  | 2022   |
| East     | Rochester Jr. Americans      | Fairport, New York              | Rochester Ice Center                 | 2023   |
| Midwest  | Anchorage Wolverines         | Anchorage, Alaska               | Ben Boeke Ice Rink                   | 2021   |
| Midwest  | Chippewa Steel               | Chippewa Falls, Wisconsin       | Chippewa Area Ice Arena              | 2010   |
| Midwest  | Fairbanks Ice Dogs           | Fairbanks, Alaska               | Big Dipper Ice Arena                 | 2001   |
| Midwest  | Janesville Jets              | Janesville, Wisconsin           | Janesville Ice Arena                 | 2009   |
| Midwest  | Kenai River Brown Bears      | Soldotna, Alaska                | Soldotna Sports Center               | 2007   |
| Midwest  | Minnesota Wilderness         | Cloquet, Minnesota              | Northwoods Credit Union Arena        | 2012   |
| Midwest  | Springfield Jr. Blues        | Springfield, Illinois           | Nelson Center                        | 1993   |
| Midwest  | Wisconsin Windigo            | Eagle River, Wisconsin          | Eagle River Stadium                  | 2022   |
| South    | Amarillo Wranglers           | Amarillo, Texas                 | Amarillo Civic Center                | 2021   |
| South    | Colorado Grit                | Greeley, Colorado               | Greeley Ice Haus                     | 2023   |
| South    | Corpus Christi Ice Rays      | Corpus Christi, Texas           | American Bank Center                 | 2010   |
| South    | El Paso Rhinos               | El Paso, Texas                  | El Paso County Events Center         | 2021   |
| South    | Lone Star Brahmas            | North Richland Hills, Texas     | Nytex Sports Centre                  | 2013   |
| South    | New Mexico Ice Wolves        | Albuquerque, New Mexico         | Outpost Ice Arenas                   | 2019   |
| South    | Odessa Jackalopes            | Odessa, Texas                   | Ector County Coliseum                | 2011   |
| South    | Oklahoma Warriors            | Oklahoma City, Oklahoma         | Blazers Ice Center                   | 2022   |
| South    | Shreveport Mudbugs           | Shreveport, Louisiana           | Hirsch Memorial Coliseum             | 2016   |

### Tidigare
Samtliga lag som har spelat i NAHL och inte existerar idag av olika anledningar eller har valt att fortsätta sin verksamhet i USHL.
| - Alaska Avalanche - Albert Lea Thunder - Alexandria Blizzard - Alpena Icediggers - Amarillo Bulls - Aston Rebels - Billings Bulls - Bloomfield Jets - Bozeman Icedogs - Brookings Blizzard - Broome Dusters - Capital Centre Pride - Central Texas Blackhawks/Marshals - Chicago Freeze - Chicago Hitmen - Cleveland Jr. Barons - Coulee Region Chill - Danville Wings - Dawson Creek Rage | - Dayton Gems - Dearborn Heights Nationals - Detroit Compuware/Compuware Ambassadors - Detroit Freeze - Detroit Junior Wings - Detroit Little Caesars - Fargo-Moorhead Jets - Fernie Ghostriders - Fresno Monsters - Gaylord Grizzles - Grand Rapids Bearcats - Helena Bighorns - Jamestown Ironmen - Jamestown Rebels - Kalamazoo Jr. K-Wings - Kalamazoo Jr. Wings - Keystone Ice Miners - Lone Star Cavalry - Marquette Rangers | - Michigan Nationals - Michigan Warriors - Minnesota Blizzard - Minnesota Magicians - Motor City Metal Jackets - New Mexico Mustangs - Niagara Scenic - North Iowa Outlaws - Owatonna Express - Philadelphia Rebels - Pittsburgh Forge - Port Huron Fighting Falcons - Rio Grande Valley Killer Bees - Rochester Jr. Americans (1999–2000) - Royal Oak Royals - Saginaw Jr Gears - Santa Fe Roadrunners - Soo Eagles - Soo Indians | - Southern Minnesota Express - Springfield Spirit - St. Cloud Blizzard - St. Louis Bandits - St. Louis Sting - Team USA - Texarkana Bandits - Texas Tornado - Toledo Icediggers - Topeka Pilots - Topeka Roadrunners - Wasilla Spirit - Wenatchee Wild - Wichita Falls Rustlers - Wichita Falls Warriors - Wichita Falls Wildcats - Wilkes-Barre/Scranton Knights - Youngstown Phantoms/Mahoning Valley Phantoms |

## Vinnare
Samtliga vinnare av Robertson Cup, som delas ut till det lag som vinner NAHL:s slutspel.
| - 1976: Detroit Little Caesars - 1977: Paddock Pools - 1978: Paddock Pools - 1979: Paddock Pools - 1980: Paddock Pools - 1981: Paddock Pools - 1982: Paddock Pools - 1983: Paddock Pools - 1984: St. Clair Shores Falcons - 1985: St. Clair Shores Falcons - 1986: Compuware Ambassadors - 1987: Compuware Ambassadors - 1988: Compuware Ambassadors | - 1989: Compuware Ambassadors - 1990: Compuware Ambassadors - 1991: Kalamazoo Jr. K-Wings - 1992: Compuware Ambassadors - 1993: Kalamazoo Jr. K-Wings - 1994: Compuware Ambassadors - 1995: Compuware Ambassadors - 1996: Springfield Jr. Blues - 1997: Springfield Jr. Blues - 1998: Compuware Ambassadors - 1999: Compuware Ambassadors - 2000: Danville Wings - 2001: Texas Tornado | - 2002: Compuware Ambassadors - 2003: Pittsburgh Forge - 2004: Texas Tornado - 2005: Texas Tornado - 2006: Texas Tornado - 2007: St. Louis Bandits - 2008: St. Louis Bandits - 2009: St. Louis Bandits - 2010: Bismarck Bobcats - 2011: Fairbanks Ice Dogs - 2012: Texas Tornado - 2013: Amarillo Bulls - 2014: Fairbanks Ice Dogs | - 2015: Minnesota Wilderness - 2016: Fairbanks Ice Dogs - 2017: Lone Star Brahmas - 2018: Shreveport Mudbugs - 2019: Aberdeen Wings - 2020: Inställt - 2021: Shreveport Mudbugs - 2022: New Jersey Titans - 2023: Oklahoma Warriors - 2024: Lone Star Brahmas - 2025: Bismarck Bobcats |

## Spelare

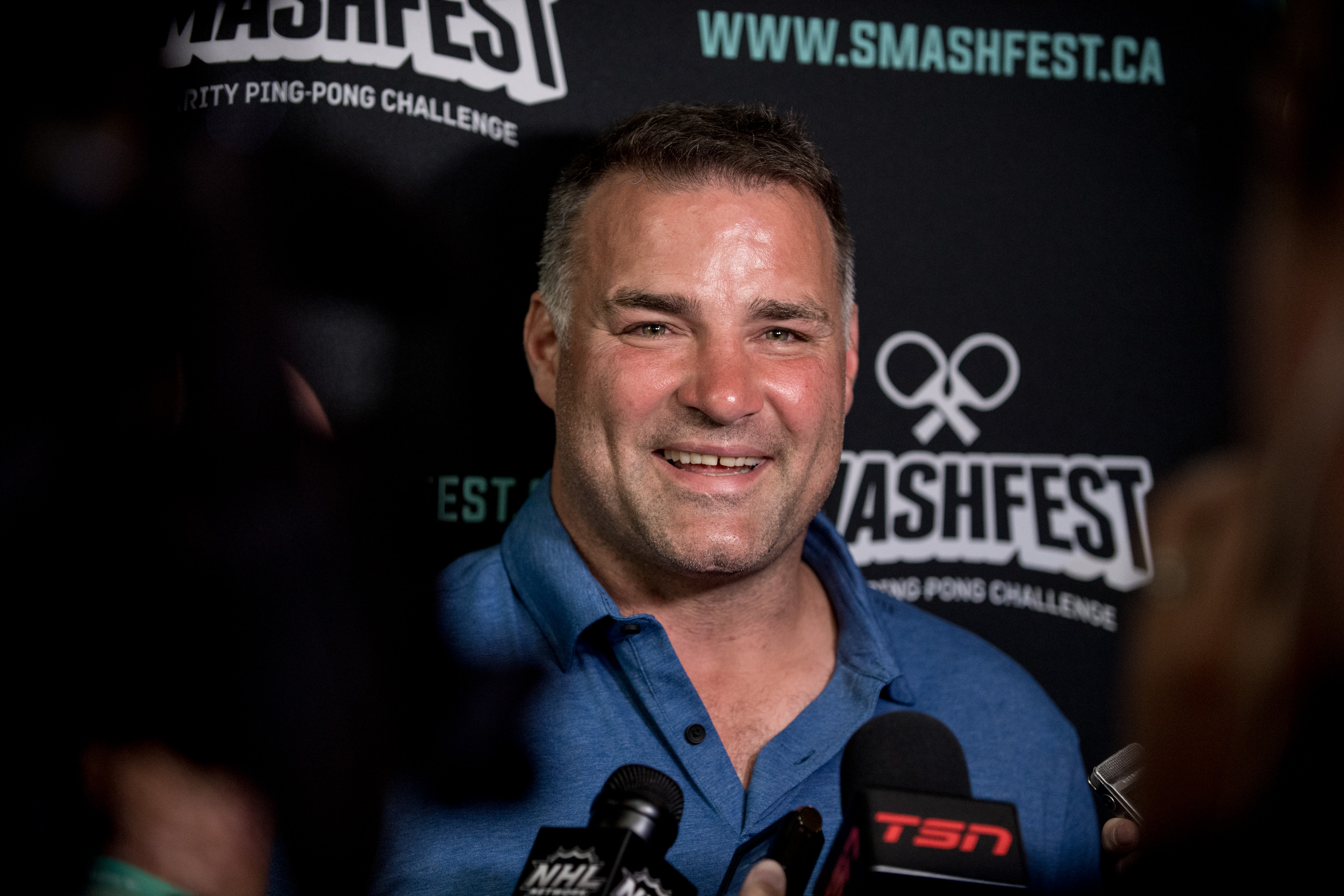
Eric Lindros.

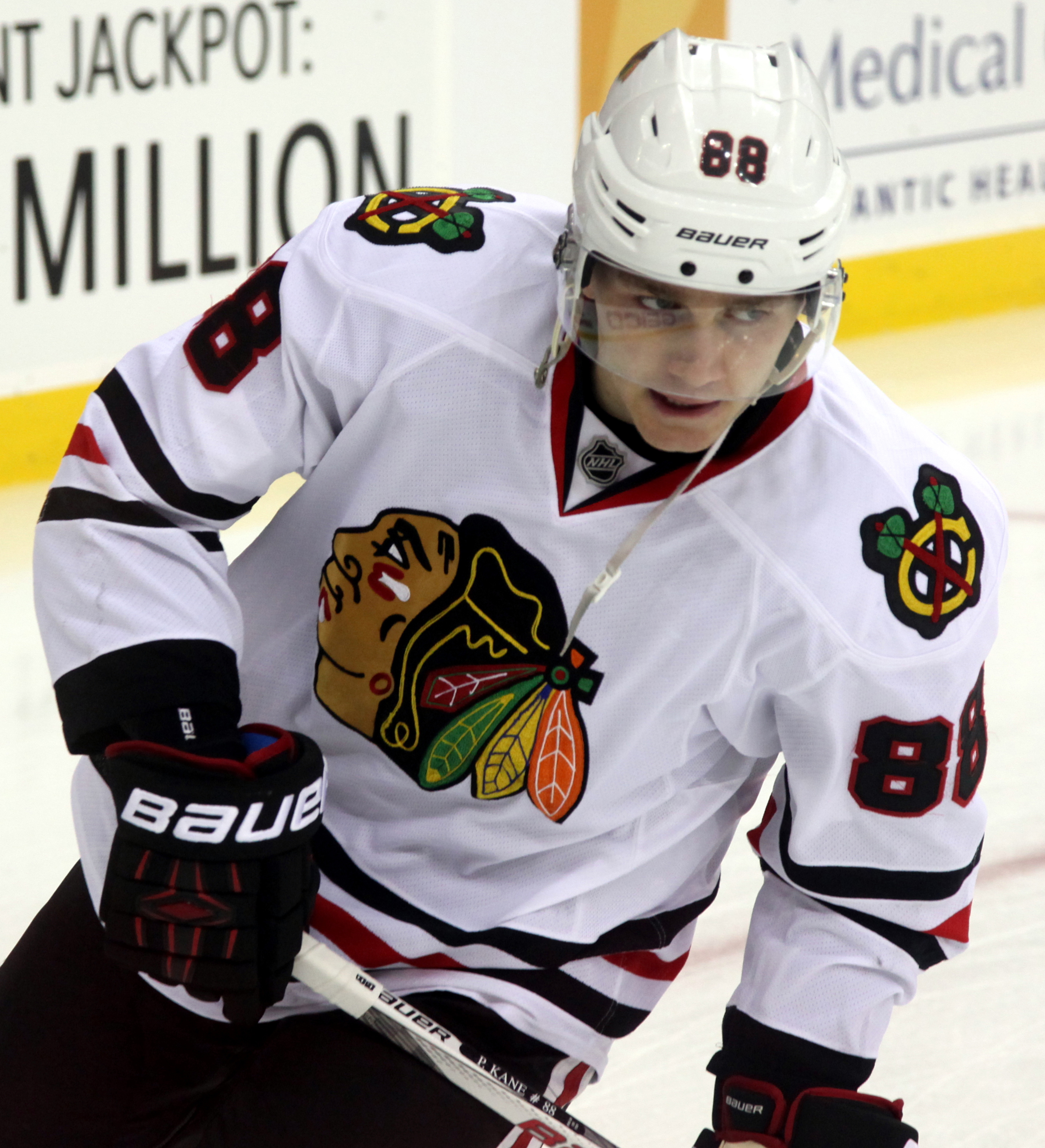
Patrick Kane.

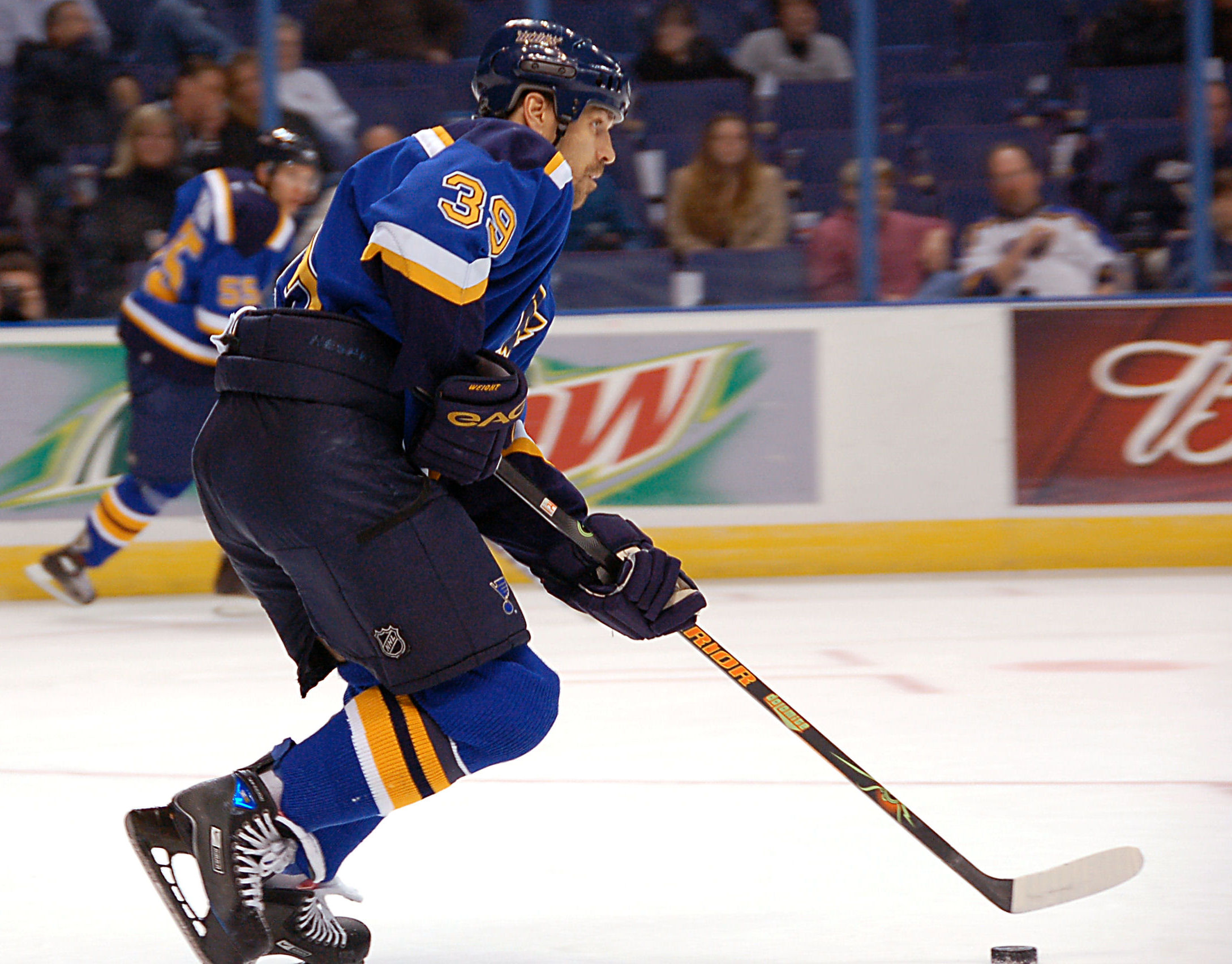
Doug Weight.

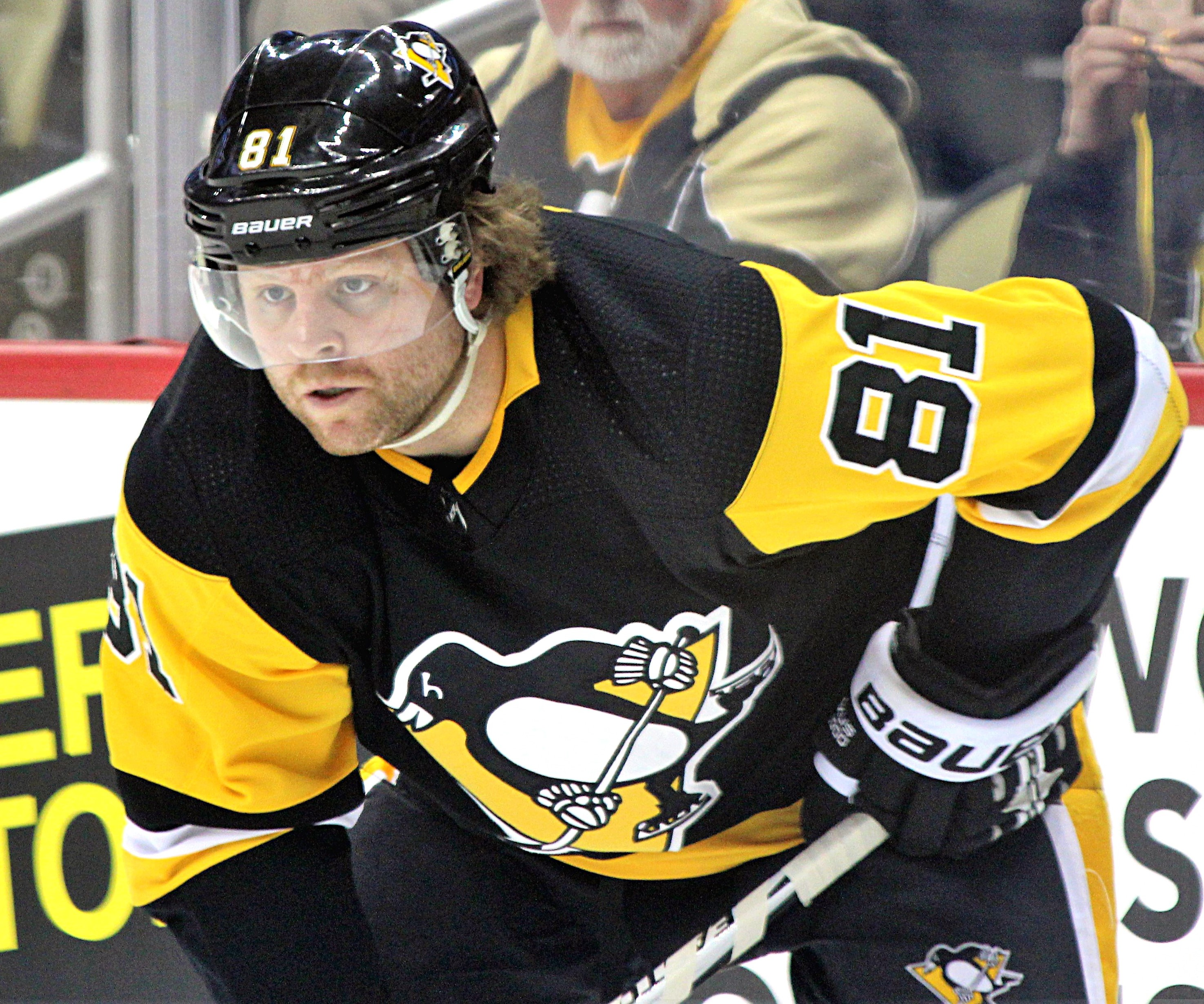
Phil Kessel.

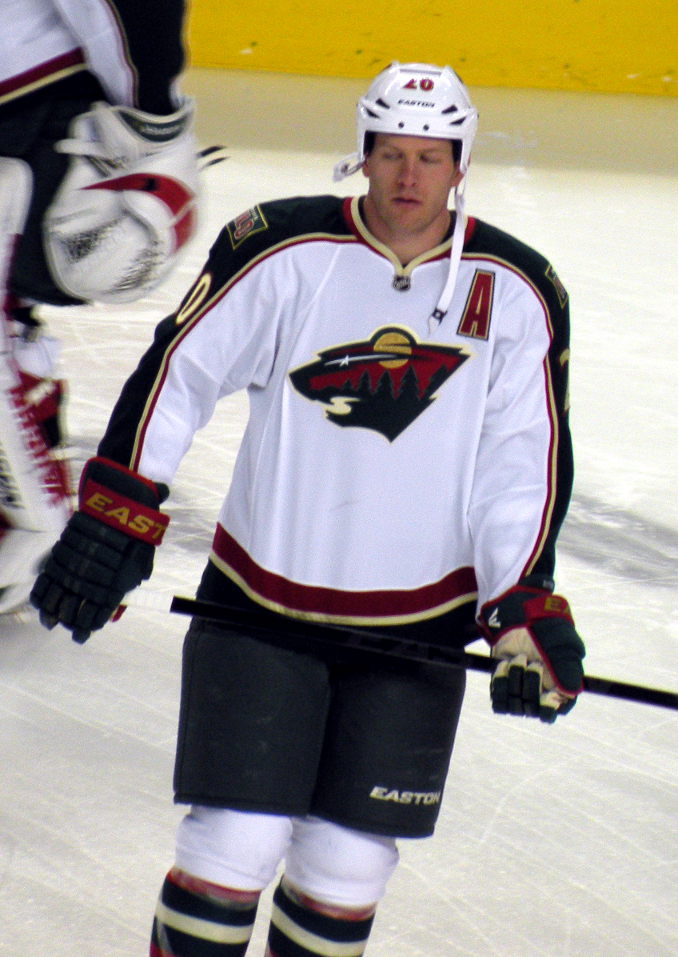
Ryan Suter.

Ett urval av ishockeyspelare som har spelat en del av sina ungdomsår i NAHL och är/var etablerad och/eller har spelat minst 200 grundspelsmatcher i den nordamerikanska proffsligan National Hockey League (NHL).
| Målvakter - Craig Anderson - Ben Bishop - Jimmy Howard - Ryan Miller - Cory Schneider | Backar - Matt Carle - Justin Faulk - Cam Fowler - Andy Greene - Ron Hainsey - Erik Johnson - Jack Johnson - Jordan Leopold - John-Michael Liles - Jamie McBain - Aaron Miller - Kevin Shattenkirk - Mark Stuart - Ryan Suter - James Wisniewski | Forwards - Kevyn Adams - David Booth - Patrick Eaves - Nick Foligno - Nathan Gerbe - Adam Hall - Brian Holzinger - Patrick Kane - Ryan Kesler - Phil Kessel - Mike Knuble - David Legwand - Eric Lindros - Todd Marchant - Drew Miller - David Moss - Matt Moulson - Eric Nystrom - Kyle Palmieri - George Parros - Brian Rolston - Mike Rupp - Brandon Saad - Jim Slater - David Steckel - R.J. Umberger - James van Riemsdyk - Thomas Vanek - Doug Weight - Justin Williams - Colin Wilson - Mike York |